# Dawn (musikgrupp)
Dawn är ett svenskt black- och death metal-band, ursprungligen från Linköping. Bandet bildades 1990.
Bandet spelar en melodiös episk form av death metal med tydliga influenser från death-, black-, thrash metal och heavy metal med grund i 1980-talets hårdare heavy metal.
Bandet blandade flera olika stilar under början av 1990-talet, den så kallade Stockholmska och Göteborgska melodiösa dödsmetallen. Bandet influerades även av klassisk musik och elektronisk ambient musik samt en mängd olika norska influenser blandat med Floridas death metalscen och även Goth Rock som Sisters of Mercy.
En del medlemsbyten har skett genom åren. Besättningen är sedan 1999 med de två originalmedlemmarna Henke Forss/textförfattare (även tidigare sångare i In Flames på skivan Subterranean från 1994) samt låtskrivaren/gitarristen Fredrik Söderberg och Henke Ekeroth/bas från Stockholmsbandet Funeral Mist och Dark Funeral  samt trummisen Tomas Asklund som var med i bandet Dissection mellan 2004 och 2006 som fick en kort comeback med skivan Reinkaos tills frontfiguren Jon Nödtveidt begick självmord i augusti 2006.

## Medlemmar
Nuvarande medlemmar
- Fredrik Söderberg – gitarr (1986–1987, 1990–1999, 2008– )
- Henke Forss – sång (1990–1999, 2008– )
- Tomas Asklund – trummor (1999, 2008– )

Tidigare medlemmar
- Dennis Karlsson – basgitarr (1990–1992)
- Karsten Larsson – trummor (1990–1996)
- Andreas Fullmestad – gitarr (1990–1998)
- Lars Tängmark – basgitarr (1992–1998)
- Jocke Pettersson – trummor (1996–1997)
- Philip von Segebaden – basgitarr (1999–2013)

Turnerande medlemmar
- Fredrik Helgesson – trummor (1999)
- Rille Corpse (Rickard Rimfält) – gitarr (1999)
- Stefan Lundgren – gitarr (2000)

## Diskografi
Demo
- Demo 1 (1992)
- Apparition (1992)
- Promotional Demo (1993)

Studioalbum
- Nær sólen gar niþer for evogher (1994)
- Slaughtersun (Crown of the Triarchy) (1998)

EP
- Sorgh på svarte vingar fløgh (1996)

Samlingsalbum
- The Eternal Forest - Demo Years 91-93 (2014)
- Slaughtersun (Crown of the Triarchy): 20th Anniversary Box 1997-2017 (4xkassett box) (2016)

Annat
- The Dark Light / The Eternal Forest (delad album: Dawn / Pyphomgertum) (1994)
- Slaughtersun (Crown of the Triarchy) (2CD) (2004, återutgivning)